# جون إينغليز (مبشر)
جون إينغليز (بالإنجليزية: John Inglis)‏ هو مبشر نيوزيلندي، ولد في 14 يوليو 1808 في Moniaive ‏ في المملكة المتحدة، وتوفي في 18 يوليو 1891.